# Armada fatimita
L'armada del Califat Fatimita va ser una de les armades musulmanes primerenques més desenvolupades, i una potència notable al Mediterrani central i oriental durant els segles x i xi. Igual que l'estat que servia, la seva història es pot distingir en dues fases. El primer període, del 909 fins al 972, quan els fatimites tenien la base a Ifríqiya (actual Tunísia), i el segon període, que es va allargar fins al final de la dinastia el 1171, quan els fatimites tenien seu a Egipte. Durant el primer període, l'armada es feia servir principalment en les guerres constant amb l'Imperi Romà d'Orient a Sicília i al sud d'Itàlia, on els fatimites van tenir èxits desiguals. També es va emprar en intents inicialment fallits de conquerir Egipte dels abbàssides, i en enfrontaments curts amb el Califat de Còrdova omeia. Durant les primeres dècades després de la conquesta d'Egipte, el principal enemic va seguir sent els romans d'Orient, però la guerra principalment es lliurava en terra pel control de Síria, i les operacions navals generalment es limitaven a mantenir el control fatimita sobre les ciutats del Llevant. La guerra amb els romans d'Orient va acabar després de l'any 1000 amb una sèrie de treves, i l'armada va tornar a ser important amb l'arribada dels croats a la Terra Santa a final dels anys 1090. Tot i que estava ben equipada i finançada, i era una de les poques armades de l'època, una combinació de factors tecnològics i estratègics no va permetre que l'armada fatimita tingués la supremacia al mar, i encara menys d'interferir les línies marítimes de comunicació dels croats amb l'Europa Occidental. Els fatimites van mantenir una armada considerable gairebé fins al final del règim, però la major part de la flota i el seu arsenal es va cremar durant la destrucció de Fustat el 1169.

## Context

Mapa del conflicte naval entre àrabs i romans d'Orient a la Mediterrània, segles —

Des de mitjan segle vii, el mar Mediterrani era un camp de batalla entre armades musulmanes i la marina romana d'Orient. Molt poc després de la seva conquesta del Llevant, els musulmans van construir les seves pròpies flotes, i la batalla dels Pals el 655 va trencar la supremacia naval romana d'Orient, encetant un període de segles de conflictes pel control de les vies marítimes del Mediterrani. Això va permetre al naixent Califat de llançar un intent marítim destacat per capturar Constantinoble el 674–678, seguit d'una altra expedició naval i terrestre considerable el 717–718, que tampoc va reeixir. Alhora, a final del segle vii els àrabs havien aconseguit el control de l'exarcat d'Àfrica (conegut en àrab com a Ifríqiya), i l'any 700, aproximadament, es va fundar Tunis i aviat es va convertir en una base naval musulmana important. Això no només exposava les illes romanes d'Orient de Sicília i Sardenya, i les costes del Mediterrani Occidental, a atacs musulmans recurrents, sinó que també permetia als musulmans envair i conquerir la major part de l'Espanya visigoda a partir del 711.
Després dels setges fallits de Constantinoble i la virtual desaparició de les marines musulmanes, hi va haver un període de supremacia naval dels romans d'Orient, fins que les incursions musulmanes van tornar a començar vers la fi del segle viii, tant per les flotes abbàssides a l'Est com per la nova dinastia Aglàbida a Ifríqiya. Durant els 820 van ocórrer dos esdeveniments que van trencar l'equilibri de poder existent i en van donar més als musulmans. El primer era la captura de Creta per una banda d'exiliats andalusos (ca. 824/827) i l'establiment d'un emirat pirata, que va aguantar els repetits intents dels romans d'Orient per reconquerir l'illa. Això obria el mar Egeu a atacs musulmans i posava els romans d'Orient a la defensiva. El segon esdeveniment era el principi de la gradual conquesta de Sicília pels aglàbides el 827. L'arribada dels musulmans a Sicília va anar seguida de les primeres incursions a la Itàlia continental i al mar Adriàtic. El 853, els romans d'Orient contraatacaren amb una incursió contra Damiata. El 902, els aglàbides van completar la conquesta de Sicília, però els seus esforços per establir-se a la Itàlia continental van acabar fracassant. En canvi, mentre que els romans d'Orient no van poder parar la conquesta musulmana de Sicília, van poder restablir el seu control del sud d'Itàlia.

## Història
La història de l'armada fatimita, així com la del califat fatimita mateix, es pot dividir en dos grans períodes: el primer, de 909-969, quan la dinastia va assumir el control d'Ifríqiya, i el segon entre 969–1171, després de la seva conquesta d'Egipte, Palestina, bona part de Síria i Hejaz. 

### Període d'Ifríqiya
Els fatimites van arribar al poder inicialment a Ifríqiya, actual Tunísia. La seva activitat missionera a l'àrea va començar el 893, va donar fruits aviat, i el 909 van enderrocar la dinastia aglàbida que hi governava. En contrast amb els seus predecessors aglàbides, que volien seguir sent una dinastia regional als marges exteriors del califat abbàssida, els fatimites tenien pretensions ecumèniques: com a secta xiita ismaïlista descendent de Fàtima, filla de Muhàmmad i dona d'Alí, consideraven els abbàssides sunnites usurpadors i els volien enderrocar per ocupar el seu lloc. Així, a principis de 910, el governador fatimita Abdallah es va declarar imam i califa com a «Ubayd-Al·lah al-Mahdí» (regnat entre 909 i 934). L'altre rival musulmà dels fatimites era el poderós Califat de Còrdova omeia a al-Àndalus (Espanya islàmica). Tanmateix, segons l'historiador de l'armada fatimita Yaacov Lev, «l'enemistat entre els fatimites i els omeies espanyols prenia la forma de propaganda, subversió i guerra per poders», més que de conflicte directe, que només va ocórrer un cop en la història dels dos estats.
L'imperatiu ideològic dels fatimites també va marcar les seves relacions amb la principal potència no musulmana de l'Orient Pròxim, l'Imperi Romà d'Orient. Segons Yaacov Lev, «la política fatimita vers els romans d'Orient oscil·lava entre tendències contradictòries; una política pràctica de modus vivendi, i la necessitat de semblar els gampions de la gihad.» El clima i la tecnologia naval disponible imposaven limitacions inherents, així que els primers conflictes dels fatimites amb els romans d'Orient a la regió del sud d'Itàlia estaven marcats per la geografia: Sicília era prop de la província metropolitana fatimita d'Ifríqiya, mentre que pels romans d'Orient el sud d'Itàlia era un escenari molt llunyà, on tenien una presència naval mínima. Això donava als fatimites un avantatge en campanyes navals prolongades, i a nivell pràctic deixava la iniciativa a les seves mans. L'aspecte naval de la guerra contra els romans d'Orient apareix sovint als poemes del poeta de la cort Ibn Hani, que elogiava el desafiament fatimita a la talassocràcia romana d'Orient a mitjan segle x. Tanmateix, els fatimites estaven més interessats en les incursions que en la conquesta; les flotes que hi dedicaven en relativament petites, i no acostumaven a excedir els deu o vint vaixells. Els romans d'Orient, d'altra banda, preferien tractar amb els fatimites a través de la diplomàcia. Algun cop s'havien aliat amb els omeies d'Espanya, però principalment intentaven evitar el conflicte negociant treves. Aquest mètode permetia als romans d'Orient concentrar-se en afers que els eren més propers; així, quan van atacar l'Emirat de Creta el 960–961, els fatimites es van limitar al suport verbal dels emissaris cretencs.

#### Organització
Durant el període d'Ifríqiya, la base principal i l'arsenal de l'armada fatimita era la ciutat portuària de Mahdiya, fundada el 913 per al-Mahdi Billah. A més de Mahdiya, Trípoli també sembla haver estat una important base naval, mentre que a Sicília, la capital, Palerm, era la base més destacada. Historiadors posteriors com Ibn Khaldun i al-Maqrizí atribueixen a al-Mahdi i als seus successors la construcció de grans flotes d'al voltant de 600 o 900 vaixells, però és una exageració i reflecteix més la impressió que les generacions posteriors van retenir de la potència marítima fatimita que no la realitat. De fet, les úniques referències en fonts sobre la construcció de vaixells a Mahdiya parlen de la falta de fusta, que va endarrerir o fins i tot aturar la construcció. Necessitava la importació de taulons de Sicília i llocs llunyans com Índia.

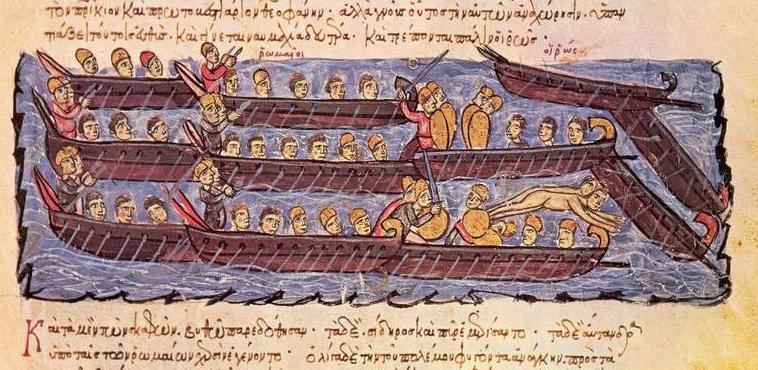
Representació del d'una batalla al mar dels Skylitzes Matritensis

El governador de Mahdiya —des del 948/9 el càrrec l'ocupava el camberlenc eunuc i administrador en cap Jawdhar— sembla que també supervisava l'arsenal i els afers navals en general. Un Husayn ibn Ya'qub s'anomena ṣāḥib al-baḥr ('senyor del mar') i mutawallī al-baḥr ('supervisor del mar') a les fonts, però el seu paper no és clar. Era un subordinat de Jawdhar, però tot i el seu títol no sembla haver estat activament al càrrec de la flota i les seves tasques probablement estaven més relacionades amb l'administració o amb la consttrucció de vaixells. Donat l'èmfasi de la flota fatimita contra els romans d'Orient al sud d'Itàlia, el control efectiu de la flota era en mans del governador de Sícilia.
L'estructura de l'armada en els rangs més baixos tampoc és clara. Les tripulacions semblen haver estat reclutades a Sicília i als ports de Trípoli i Barqa, mentre que la major part de les tropes que lluitaven eren amazics kutaman, principals seguidors del règim fatimita, i els juwayla, africans negres (Sudān) reclutats a les files fatimites. Segons comenta Yaacov Lev, això podria explicar els pobres rendiments marítims de les flotes fatimites durant els primers anys del règim: els kutama eren lleials però no tenien experiència al mar, mentre que les tripulacions, que sortien d'un sorteig de les poblacions marítimes sota control dels fatimites, no eren fiables en l'àmbit polític. A més, sembla que la qualitat de les tripulacions navals va patir perquè el reclutament a l'armada era forçós i poc popular. Tendia a afectar principalment les classes baixes, entre les quals la marina i el servei naval no es veien gens bé.

#### Operacions navals
Es desconeix l'origen exacte de la primera flota fatimita, però és probable que els fatimites victoriosos simplement confisquessin els vaixells aglàbides que trobaven. La primera menció d'una marina fatimita ocorre el 912-913, quan es van enviar quinze vaixells contra Trípoli, que s'havia rebel·lat contra el regnat fatimita, i que va ser derrotada pels vaixells dels habitants de la ciutat. L'any següent, el 913-914, el governador de Sicília Ziyadat Allah ibn Hurqub, que també havia rebutjat el control fatimita, va atacar i cremar els vaixells fatimites a la seva base de Lamta, però poc després va ser derrotat en una batalla naval amb la resta de la flota fatimita. Aquest esdeveniment va portar poc després al final del seu govern a Sicília.
La primera expedició fatimita d'ultramar va ser durant l'intent d'invasió d'Egipte sota Abu-l-Qàssim, futur califa al-Qàïm (regnat entre 934 i 946) l'any 914–915. Ibn Khaldun, després de l'escriptor del segle xiii Ibn al-Abbar, informà que la invasió sencera era marítima, i comprenia 200 flotes; ara bé, altres fonts ho desmenteixen i el nombre sembla molt exagerat. D'altra banda, Abu-l-Qàssim va rebre reforços navals durant la campanya, que van arribar a Alexandria. Tanmateix, el governador local, Takin al-Khazari, va derrotar els fatimites a Guiza, i l'arribada del comandant abbàssida Munis al-Mudhàffar l'abril de 915 va fer fora del país completament els fatimites. L'únic guany de l'expedició va ser Barqah, una base útil per operacions futures contra Egipte.
Tot i que l'any anterior s'havia arribat a un acord de pau a canvi d'un tribut anual, el 918, els fatimites van fer el seu primer atac als romans d'Orient, i van aconseguir capturar Rhegion a la punta del sud de Calàbria. El centre principal de les seves activitats durant força temps després però va quedar a l'est amb els seus intents per enderrocar els abbàssides. El 919-921, Abu-l-Qàssim va liderar una altra invasió d'Egipte, ajudat per una flota d'entre 60 i 100 naus. Altre cop, els fatimites van capturar Alexandria i l'Oasi de Fayyum, però no van poder capturar Fustat, ja que la flota de Tars, sota les ordres de Thamal ad-Dulafi, els va impedir entrar a la branca de Rosetta del Nil. El 12 de març, prop d'Abukir, Thamal va infligir una derrota dura a la flota fatimita; la major part de les tripulacions fatimites van ser capturades o assassinades. La primavera de 921, Thamal i la seva flota van reconquerir Alexandria. Mu'nis va avançar llavors a Fayyum, forçant els fatimites a retirar-se cap al desert.
Tot i els intents frustrats a Egipte, els fatimites van seguir sent actius al Mediterrani Occidental. El 922/3, una expedició de 20 vaixells sota el control de Massud al-Fati va prendre la fortalesa de Santa Àgata prop de Rhegion, mentre que l'abril de 924 va arribar prop de Tàrent un gran exèrcit sota Ja'far ibn Ubayd, que s'havia desplaçat a Sicília un any enrere, i va atacar els seus voltants. Ja'far i el seu exèrcit van tornar amb 1.100 captius a Mahdiya el setembre de 925. El 924, els fatimites també van entrar en contacte amb enviats del tsar búlgar Simeó I. Simeó, que estava considerant atacar Constantinoble, va buscar l'assistència naval fatimita. En saber de les negociacions, els romans d'Orient van accelerar una renovació del tractat de pau del 917, també amb el pagament d'un tribut.
La guerra amb els romans d'Orient va tornar el 927/8, quan 44 vaixells sota Sabir, que operava des de Sicília, van atacar Calàbria. L'estiu de 928, Sabir va comandar 30 naus des de Mahdiya, de nou per atacar Calàbria, i posteriorment per saquejant Tàrent. El 929, Sabir va liderar la seva flota a la mar Tirrena, forçant termes a Salern i Nàpols. El mateix anys, amb quatre vaixells, va derrotar els stratēgos romans d'Orient locals, tot i que tenien set vaixells sota el seu comandament. Es va fer una nova treva, i s'hi van adherir durant diversos anys, tot i la intervenció romana d'Orient en un aixecament antifatimita a Siciília el 936/7.
El 934–935, Ya'qub ibn Ishaq al-Tamimi va liderar un nou atac, amb unes treinta naus, en aigües italianes. Es va saquejar Gènova, mentre que es van atacar Sardenya i Còrsega. El 943-947, el regnat fatimita estava en perill per la revolta d'Abu-Yazid, que en certs punts va ser prop d'enderrocar la dinastia. La falta d'una flota rebel significava que l'armada fatimita tenia un paper limitat però crucial a l'hora de subministrar provisions a Mahdiya mentre era assetjada pels rebels. Aprofitant la situació de crisi, pirates van prendre el control de Susa, i es van aliar amb els rebels. El primer intent fatimita de reconquerir-la el 945-946 va involucrar tropes amb el suport marítim d'un esquadró de set vaixells, però va fracassar; hi va haver un segon intent poc després, amb una flota de sis naus sota el comandament de Ya'qub al-Tamimi, coordinat amb un assalt terrestre, que va acabar essent reeixit. Mentrestant, va començar un nou aixecament contra els fatimites a Sicília, de nou, amb el suport dels romans d'Orient. Després del final de la revolta d'Abu-Yazid, el governador fatimita al-Hasan al-Kalbi la va aturar, i possiblement com a venjança, va atacar Rhegion el 950/951. Es van reunir força forces terrestres i navals a Sicília el 951, però tot i que els fatimites van atacar Calàbria i van capturar el comandant naval romà d'Orient local i el seu vaixell insígnia, l'expedició va retornar a Sicília l'hivern, fet que va enfurismar el califa al-Mansur Billah (regnat entre 946 i 953). L'any següent, després d'una victòria fatimita a Gerace, els romans d'Orient van enviar-hi una altra ambaixada, i es van tornar a aturar les hostilitats.
El 955, la relació entre els fatimites i els omeies, tenses i hostils des de feia temps, es van trencar quan un vaixell missatger en ruta de Sicília a Mahdiya va ser interceptat per un vaixell mercant andalús. Tement que alertaria els corsaris fatimites, els andalusos en van treure el timó i es van endur la càrrega que transportava. Com a resposta, el nou califa fatimita al-Mu'izz li-Din Allah (regnat entre 953 i 975) va ordenar-ne la persecució, però no va poder capturar el vaixell abans que arribés al port d'Almeria. Sense dubtar-ne, al-Hasan va portar el seu esquadró al port, el va saquejar, va cremar l'arsenal i els vaixells omeies que hi havia ancorats, i va tornar a Ifríqiya. Els omeies van respondre enviant l'almirall Ghalib amb una flota de 70 naus cap a Ifríqiya; la flota omeia va atacar el port d'al-Kharaz i els voltants de Susa i Tabarqa. Fonts fatimites informen que els omeies van proposar una acció conjunta amb els romans d'Orient, però tot i que es va enviar una força expedicionària a Itàlia sota les ordres de Marianos Argyros, es va dedicar a reprimir revoltes locals més que no a atacar els fatimites, i els enviats romans d'Orient van oferir una renovació i extensió de la treva existent. Tanmateix, Al-Mu'izz, que volia denunciar la col·laboració omeia amb l'enemic infidel i emulant els èxits del seu pare, no ho van acceptar. El califa va enviar més forces a Sicília sota al-hasan al-Kalbi i el seu germà, Ammar ibn Ali al-Kalbi. L'oficial fatimita Qadi al-Nu'man explica que, inicialment, la flota romana d'Orient va ser derrotada durament a l'estret de Messina, i que els fatimites van atacar Calàbria, on Marianos Argyros va vistar la cort califal i va negociar una renovació de la treva. El 957, tanmateix, els romans d'Orient sota l'almirall Basil van saquejar Termini, prop de Palerm, i al-Hasana van sofrir fortes pèrdues en una tempesta prop de Mazara, que va dispersar la seva flota i va matar bona part de la seva tripulació. Els supervivents van ser atacats posteriorment pels romans d'Orient, que van destruir dotze vaixells. La tardor de 957 va fracassar un nou esforç d'Argyros per renovar la treva, però després que la flota fatimita tornés a tenir pèrdues en una tempesta, en què va morir Ammar, al-Mu'izz va acceptar la proposta romana d'Orient i va renovar la treva durant cinc anys més el 958.
La treva amb l'Imperi Romà d'Orient es va mantenir malgrat l'expedició marítima massiva que van llançar els romans d'Orient l'any 960 per recuperar l'illa de Creta. Els àrabs cretencs van apel·lar a l'ajuda dels fatimites i dels ikhxídides d'Egipte. Al-Mu'izz va escriure a l'emperador romà d'Orient, Romà II, amenaçant de venjar-se si no es retirava l'expedició, i demanant al governador d'Egipte, Abu-l-Misk Kàfur, de combinar les seves armades a Barqa el maig de 961 per iniciar una acció conjunta. Si Kafur ho rebutjava, els fatimites van dir que navegarien sols. Kafur, sospitós de les intencions dels fatimites, van refusar aquesta cooperació; era efectivament probable que la proposta d'al-Mu'izz fos un gest calculat destinat a la consumpció pública durant la guerra propagandística amb els abbàssides sunnites, i al-Mu'izz s'intentava presentar com el campió de la jihād contra els infidels. Els cretencs no van acabar rebent ajuda de la resta del món musulmà, i la seva capital, Càndia, va caure el març del 961 després d'un setge de deu mesos.
Mentre els romans d'Orient concentraven els seus esforços a l'est, el 958 el general fatimita Jàwhar havia acabat la seva conquesta del nord d'Àfrica en nom d'al-Mu'izz, i va arribar fins a les costes de l'oceà Atlàntic. Els rivals dels fatimites, els idríssides, havien estat humiliats, i els omeies havien quedat reduïts a la seva avançada de Ceuta. Aquest èxit va permetre als fatimites de centrar-se exclusivament en Sicília, on s'havien proposat acabar de reduir els romans d'Orient restants. L'ofensiva fatimita va començar amb Taormina, que va ser recapturada el 962 després d'un llarg setge. Com a resposta, els romans d'Orient van enviar una altra expedició amb l'objectiu de recuperar Sicília el 964. L'intent dels romans d'Orient de rellevar Rometta no va tenir gens d'èxit; tanmateix, el governador fatimita Ahmad ibn al-Hasan al-Kalbi va destruir la flota invasora a la batalla dels estrets de principis del 965, fent servir bussejadors amb dispositius incendiaris amb foc grec. Rometta es va rendir poc després, i així la conquesta musulmana de Sicília va acabar tenint èxit, després d'un segle i mig de guerra. Això va portar els romans d'Orient a demanar altre cop la treva el 966/7. Els fatimites van concedir l'armistici en ser a la meitat del seu gran projecte: la conquesta final d'Egipte. Ja el 956/6, al-Mu'izz va començar a guardar provisions i preparar-se per una nova invasió d'Egipte. El 968-969, es va cridar Ahmad al-Kalbi, juntament amb la seva família i propietat, per liderar el component naval de l'expedició egípcia. Ahmad va arribar a Trípoli amb treinta vaixells, però poc després va emmalaltir i morir.

### Període d'Egipte
Egipte havia estat la base d'una marina significativa ja a principis del període musulmà, principalment dirigida per egipcis cristians nadius (coptes), ja que els àrabs no tenien tradició marítima. S'atesta una flota egípcia el 736 en un atac frustrat en territori romà d'Orient, però després del resorgiment de la flota romana d'Orient després del desastrós segon setge àrab de Constantinoble, la derrota contundent de la flota egípcia a la batalla de Keramaia el 746, i els problemes de la revolució abbàssida, va començar un període de negligència. Va començar un esforç coordinat per restablir una força naval creïble després del saqueig de Damiata el 853 per part dels romans d'Orient, que va esperonar l'acció de les autoritats abbàssides. L'historiador medieval al-Maqrizí assegura que la flota egípcia va viure un renaixement que la va convertir en una força combatent efectiva; ara bé, consideracions acadèmiques actuals del registre de serveis de l'armada egípcia sota els tulúnides (868–905) són més cautelosos, i se sosté que només sota els fatimites Egipte tenia una forta potència naval.
A l'inici del període egipci del Califat Fatimita, l'Imperi Romà d'Orient va romandre el principal enemic extern, com en el període d'Ifríqiya. La conquesta fatimita d'Egipte va coincidir amb l'expansió romana d'Orient al nord de Síria: Tars i Xipre van ser capturades el 965, i Antioquia el 969. Juntament amb la caiguda de l'emirat cretenc, aquests esdeveniments van marcar el canvi complet de l'equilibri marítim a favor dels romans d'Orient, que ara s'expandien constantment a costa dels musulmans. Els èxits marítims romans d'Orient van reverberar per tot el món musulmà, amb la població demanant acció dels governants, que consideraven massa passius, mentre que voluntaris de tan lluny com Khorasan arribaven per lluitar a la jihād. Basant la seva legitimitat en la seva defensa de la lluita contra els infidels, els fatimites explotaven aquest fervor pels seus propis propòsits, però el seu primer intent d'expulsar els romans d'Orient d'Antioquia va ser derrotat el 971. Després d'això es va produir una invasió càrmata en què es va enderrocar els fatimites del sud de Síria i Palestina, i fins i tot va amenaçar el seu control d'Egipte; no va ser fins al 978 que es va derrotar els càrmates i es va establir una autoritat fatimita ferma al Llevant del Sud. La rivalitat amb els romans d'Orient va continuar, amb intents sense èxit de l'emperador romà d'Orient Joan I Tsimiscés (regnat entre 969 i 976) per capturar els ports de Trípoli i Beirut, i va prolongar una sèrie de guerres entre el 992 i el 998 pel control de l'emirat hamdànida d'Alep. Posteriorment es va acordar una treva per deu anys el 999/1000 que, tot i la rivalitat que encara hi havia a Alep i fissures ocasionals, es renovava repetidament i obria la porta a un període de pau i fins i tot relacions amistoses que van durar dècades. En algun moment entre el 1055 i el 1058 hi va haver una curta guerra a Laodicea, però després d'això, Egipte es va submergir en una guerra civil que gairebé va destuir la dinastia, i que només es va acabar quan l'any 1073 Badr al-Jamali es va establir com a pseudo-dictador. Alhora, l'expansió dels seljúcides i l'arribada dels croats van separar els territoris fatimites dels romans d'Orient.
En el context d'aquestes campanyes contra els romans d'Orient, l'element naval va tenir un paper relativament limitat, amb expedicions ocasionals seguides d'intervals llargs d'inactivitat. Això era resultat tant del resorgiment en el poder militar romà d'Orient durant la meitat del segle x com de les noves circumstàncies geogràfiques en què operava l'armada fatimita: a diferència d'Ifríqiya i Sicília, Egipte quedava separat de les costes romanes d'Orient més properes per llargs estrets de mar obert. La principal preocupació naval dels fatimites era assegurar el control de les ciutats costaneres de Palestina i Síria—Ashkelon, Jaffa, Acre, Sidó, Tir, Beirut i Trípoli—, de les quals depenia en gran manera el govern fatimita de la regió. Mentre que les ciutats de la costa nord de Síria eren en mans dels romans d'Orient, els fatimites en general van tenir èxit a l'hora de controlar la resta, tant contra els atacs romans d'Orient com dels intents de senyors de la guerra locals que volien trencar amb el control fatimita. Després que s'establissin relacions pacífiques amb els romans d'Orient a la fi del segle xi, sembla que s'havia atrofiat l'armada fatimita, i que el seu lloc podria estar ocupat pels pirats de Barqa, amb qui els fatimites tenien bones relacions fins al 1051/2. El 1046, el viatjant persa Nasir Khusraw va informar al seu Safarnama que havia vist les restes de set grans vaixells de la flota d'al-Mu'izz al Caire.
No obstant això, en acabar-se el segle xi els fatimites van poder desplegar una armada considerable, ben finançada i ben organitzada. Segons apunta l'historiador naval John H. Pryor, en una era on les repúbliques marítimes italianes muntaven les seves flota sobre una base ad hoc, l'Egipte fatimita era un dels només tres estats mediterranis (juntament amb l'Imperi Romà d'Orient i el Regne de Sicília) que mantenia una armada permanent. Tanmateix, diversos factors es van combinar per limitar l'efectivitat contra els cristians. Egipte no tenia material ni mà d'obra per mantenir una gran armada permanent, mentre que els fatimites es van veure confrontats per diverses potències navals cristianes navals, des de l'Imperi Romà d'Orient fins a les ciutats estat italianes i els regnes de l'Europa occidental. Aquesta inferioritat numèrica, a més de les limitacions de la tecnologia naval (vegeu a sota) i els patrons de navegació al Mediterarni, no van permetre que els fatimites tornessin el cop a les potències navals cristianes o que interceptessin les rutes comercials que portaven cap al Llevant. En aquest context, Yaacov Lev subratlla que tant les tàctiques navals romanes d'Orient com les musulmanes requerien precaució, i que el control marítim i la supremacia naval que s'aconseguia amb flotes de galeres era molt menor als actuals. A més, l'estratègia naval fatimita durant les Croades es basava en el control de les ciutats costaneres de Llevant, però aquestes eren vulnerables a l'assalt des de la seva rereguarda, que controlaven els croats. Els recursos limitats dels fatimites a Palestina es van de repartir necessàriament entre aquestes ciutats, i de resultes d'això es va reduir la seva efectivitat. La major part de l'armada fatimita, amb base a Egipte, estava molt pressionada per respondre efectivament i a temps a qualsevol amenaça. Segons l'historiador William Hamblin, de mitjana passaven dos mesos des de l'inici d'un setge en una ciutat constanera fins que els fatimites en rebien notícies, mobilitzaven l'armada i l'exèrcit, i l'últim arribava a Ascaló a punt per lluitar. En aquest període, la major part del setges ja s'havien completat o abandonat. Així, cada pèrdua d'una ciutat enfortia els croats i debilitava els fatimites. Un altre desavantatge era que els vents mśe destacats eren cap al sud, i podien causar retards considerables a les flotes egípcies que s'enviaven a Palestina.
L'armada fatimita va seguir existint fins que va ser destruïda el seu arsenal el novembre de 1168, quan el visir Xàwar va incendiar Fustat per evitar la seva caiguda a mans dels croats sota Amalric I de Jerusalem. Tot i que alguns pocs vaixells podrien haver sobreviscut, sembla que Egipte no tenia cap flota efectiva, ja que Saladí la va haver de restablir de nou el 1176-1177.

#### Organització
Ja abans que els fatimites prenguessin el poder, l'arsenal i base naval principal d'Egipte era a la capital interior de Fustat, més concretament a l'illa de Jazira, situada entre Fustat i Guiza. Aquesta pràctica va continuar també al període fatimita, quan la nova capital, el Caire, es va fundar prop de Fustat. Es va construir un nou arsenal al port de Maqs, però es va seguir fent servir l'antic arsenal de Jazira, especialment per cerimònies, fins que l'arsenal principal es va moure a Fustat a partir del 1120 aproximadament. La situació interior de la base de flota principal la protegia d'atacs navals, mentre que la xarxa de canals del delta del Nil permetia a la flota arribar al Meditarrani i als importants ports d'Alexandria i Damiata, que també es mencionen com a llocs d'arsenals. De manera similar, a les costes palestines i sirianes les ciutats portuàries locals eren destacats centres marítims, però gairebé no existeix informació sobre el grau de presència naval fatimita o d'operació dels arsenals. Segons l'escriptor de principi del segle xv Ahmad al-Qalqashandi, els fatimites també tenien entre tres i cinc vaixells al Mar Roig per protegir el comerç i el trànsit de pelegrins, amb la ciutat de Suez i Aydhab com a bases. Això no ho corrobora cap font contemporània, tanmateix, Yaacov Lev apunta que la presència d'un esquadró tan petit era pràcticament insignificant si es té en compte la mida del Mar Roig i l'abast limitat de les galeres. Sembla que els fatimites no haurien mantingut un establiment naval permanent al Mar Roig, sinó que feien servir vaixells de guerra allà de forma ad hoc.
Al-Qalqashandi també registra que la flota fatimita a l'època de les Croades consistia en 75 galeres i deu transports grans, mentre que diverses estimacions modernes situen la potència naval fatimita en 75–100 galeres i vint transports dels tipus hammalat i musattahat. Segons William Hamblin, tanmateix, aquests nombres tan sols són una estimació teòrica, mentre que en realitat la flota fatimita mai va tenir aquesta mida a causa de pèrdues en batalles i tempestes, o de la falta de tripulacions i de manteniment. D'altra banda, els fatimites tenien un accés fàcil a un gran nombre de naus mercaderes que es podien requisar i utilitzar com a transports. Així, tot i que s'atesten flotes fatimites de més de 70 vaixells en fonts del segle xii, només un terç d'aquestes eren vaixels de guerra, mentre que la resta eren transports. Hamblin estima la força nominal en 75 vaixells de guerra, dels quals entre 15 i 25 probablement eren en ciutats portuàries de Palestina, amb uns 45–55 vaixells de guerra restants a Egipte, tot i que la distribució exacta podia variar segons les circumstàncies. D'altra banda, durant els conflictes amb els romans d'Orient a final del segle x, les fonts no informen de presència permanent de vaixells fatimites en ports de Llevant; suggereix que l'armada només operava des d'Egipte.
Tot i que no se'n coneixen massa detalls, sembla que l'armada egípcia de l'era fatimita estava ben organitzada. La responsabilitat general de la marina requeia a l'ʾamīr al-baḥr («comandant del mar»), un oficial d'alt rang en la jerarquia, mentre que l'administració tenia un departament especial, anomenat dīwān al-jihād. L'armada estava finançada amb ingressos de patrimonis especials reservats per aquest propòsit. La mà d'obra total arribava als 5.000 soldats, dividits en un sistema de rangs navals anàleg del que existia a l'armada, amb escales selarials de dos, cinc, deu, quinze i vint dinars d'or mensuals. A més, la flota fatimita tenia una infanteria marina pel combat en vaixells. La flota estava ben entrenada, segons els elaborats informes de control de flotes en què s'ensenyaven al califa maniobres i jocs de guerra. També hi ha proves de l'estudi de tàctiques navals de forma teòrica, i han sobreviscut trossos de manuals navals, anàlegs dels manuals romans d'Orient més coneguts. D'altra banda, si els números d'al-Qalqashandi s'aproximen a la realitat, i donada la mà d'obra necessària per les galeres, 5.000 persones no eren prou per tripular les flotes més grans mencionades en les fonts. Això implica que en períodes de mobilització, la inquisició a gran escala de mariners civils—com s'indica en algunes fonts—probablement disminuïa la cohesió i l'efectivitat de l'armada. La força naval fatimita també patia les limitacions que tenia Egipte: una costa petita amb una població marinera relativament escassa, amb falta de fusta adequada per construir vaixells a causa de la desforestació progressiva del país, que pràcticament havia acabat el segle xiii. Això els feia dependre més de les fustes del Llevant, especialment del Mont Líban, però el seu accés estava tallat amb l'arribada de les Croades.

#### Operacions navals
La conquesta fatimita d'Egipte va ser ràpida: el juny de 969, l'exèrcit fatimita sota Jàwhar as-Siqil·lí es trobava a Fustat, i després que les tropes ikhxídides no poguessin parar els fatimites, la ciutat, i amb ella Egipte, es va rendir. No hi ha cap menció de l'activitat de l'armada, o de la seva presència, durant la conquesta. A la primavera del 970, els fatimites sota Ja'far ibn Fallah van enviar també la regió de Palestina, i van derrotar vestigis ikhxídides sota al-Hasan ibn Ubayd Allah ibn Tughj.
La primera menció d'activitat naval fatimita al Mediterrani oriental després de la conquesta d'Egipte arriba a la segona meitat de 971, quan un esquadró de quinze vaixells va intentar rescatar una força fatimita assetjada a Jaffa. L'intent va fracassar, i segons fonts un armada « càrmata» va enfonsar tretze vaixells, mentre que la resta els van capturar els romans d'Orient. Poc després, el juny/juliol de 972, van arribar trenta vaixells fatimites d'Ifríqiya i van atacar la costa siriana. Aproximadament alhora, la flota fatimita va escortar al-Mu'izz a Egipte.
El juny/juliol de 973, mentre al-Mu'izz inspeccionava la flota fatimita al Caire, l'anomenada armada càrmata va atacar Tinnis, però va perdre set vaixells i uns cinc cents presoners. Hi ha poca informació sobre les activitats de l'armada fatimita durant les següents dècades, però en general sembla haver estat inactiva, tret de curtes campanyes durant períodes de conflicte amb els romans d'Orient a Síria. Això va ser així durant els enfrontaments entre el 992 i el 995 pel domini de l'emirat hamdànida d'Alep. Així, a part de subministrar les tropes del comandant fatimita Manjutakin, la flota fatimita estava mobilitzada per oposar-se a una flota romana d'Orient que havia aparegut abans d'Alexandria el maig/juny de 993, i que va portar a una batalla en què els fatimites van capturar setanta presoners, mentre que l'any següent, els fatimites van llançar un atac naval que va retornar el juny/juliol amb 100 presoners. Després de la derrota de Manjutakin d'Alep el 995, el califa al-Aziz Billah (regnat entre el 976 i el 996) va llançar un rearmament a gran escala, que incloïa la construcció d'una nova flota. Tanmateix, un incendi a l'arsenal del Caire el març/abril o el maig/juny del 996 va cremar els vaixells, i va portar a un pogrom contra les comunitats cristianes de la ciutat. Sota la direcció del visir Isa ibn Nestorius va tornar a començar l'obra amb fusta treta dels edificis de la capital; fins i tot es van treure les grans portes de la seca. Tot i els plans per construir vint naus, només se'n van completar sis, dues de les quals eren molt grans.
Un atac naval poc després, l'estiu de 996, va retornar amb 220 presoners, però es va perdre una flota de 24 vaixells enviada per ajudar les tropes de Manjutakin quan va xocar en penya-segats a causa del mal temps. Tot i aquest desastre, el 997-998 la flota fatimita va poder ajudar a acabar amb la rebel·lió de Tir, i aturar els intents dels romans d'Orient d'ajudar els rebels que l'estaven assetjant. La següent referència a l'activitat naval fatimita és el 1024, quan l'armada va enviar reforços a les ciutats costaneres de Síria.

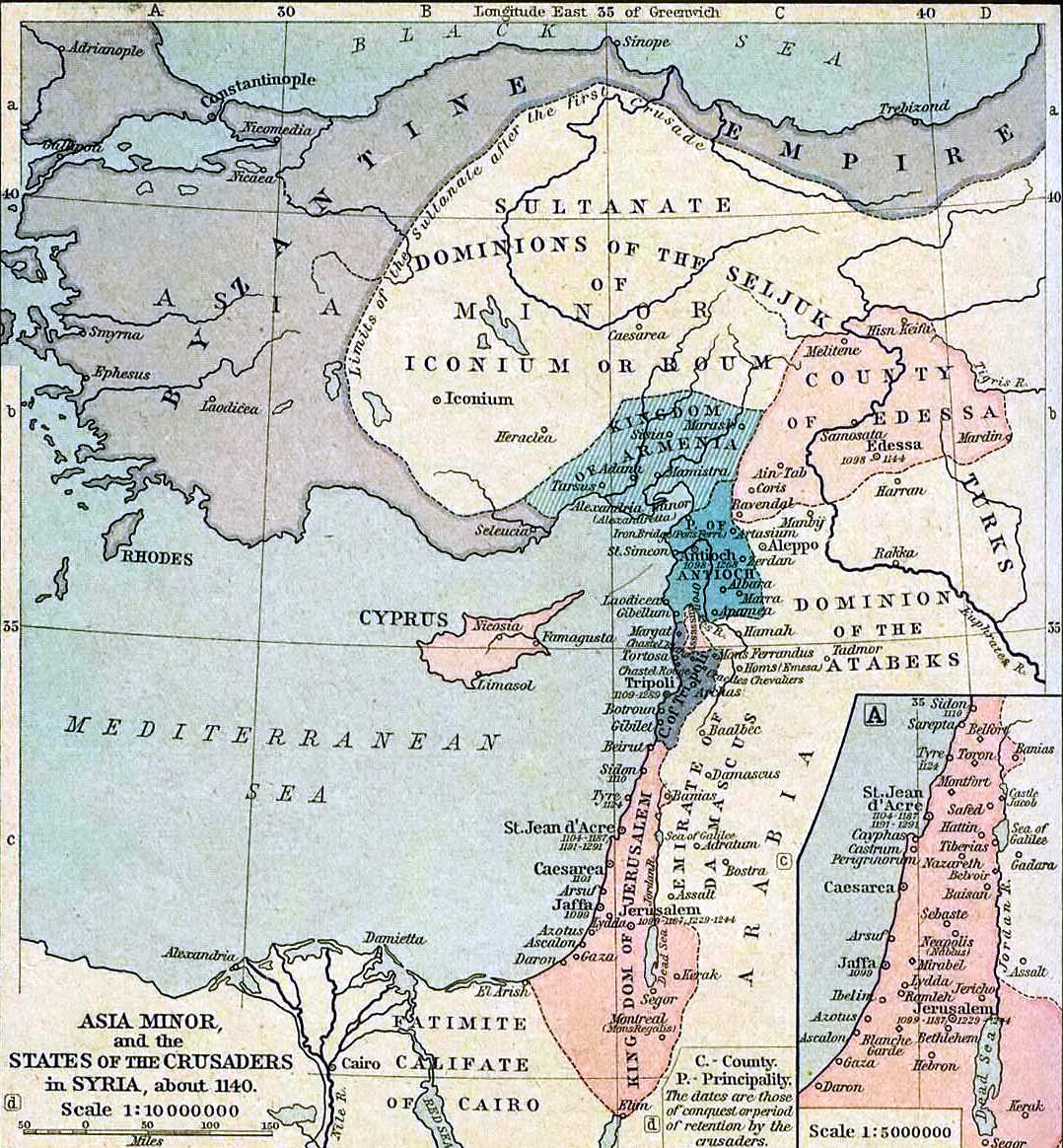
El mapa polític del Llevant el c. 1140

Durant el setge de Jerusalem de la Primera Croada, la flota fatimita va donar suport a l'exèrcit de terra, impedint el pas d'esquadros genovesos croats a Jaffa. Posteriorment va ajudar l'exèrcit a la batalla d'Ascaló. Tot i la seva derrota a Ascaló, el visir fatimita, al-Afdal, va seguir sent un enemic actiu dels croats. Cada any fins al 1105 va llançar les seves forces a campanyes a Palestina i va instituir reformes per enfortir la potència militar egípcia. Les conseqüències tangibles d'aquesta reforma, però, semblen haver estat negligibles. Així, el setembre de 1101, la flota fatimita va participar en el setge de Jaffa. L'any següent els croats van rebre reforços marítims substancials, amb algunes fonts situant-los entre 40 i 200 naus; se'n van perdre moltes, però, a causa de tempestes i de l'activitat de corsaris fatimites. La primavera de 1103, dotze vaixells de Tir i Sidó van poder trencar el setge croat d'Acre, mentre que l'estiu una flota d'Egipte va bloquejar Jaffa. L'any següent, però, quan una flota genovesa gran va arribar per reforçar el setge d'Acre, els fatimites no van intentar trencar el bloqueig. Els fatimites van llançar un nou atac a Jaffa el 1105, però la flota va marxar cap a Tir i Sidó després que l'exèrcit fos derrotat, i va quedar atrapada en una tempesta que va arrossegar 25 vaixells fins a la costa i en va enfonsar altres. El 1106 i altre cop el 1108 els croats van llançar atacs a Sidó. En l'últim intent, la flota fatimita va aconseguir derrotar els vaixells de guerra italians que donaven suport als croats. Juntament amb l'arribada de tropes de Damasc, la victòria fatimita va portar al fracàs del setge. Quan els croats van començar el seu atac final a Trípoli el 1109, tanmateix, la flota fatimita es va endarrerir a causa de timidesa –possiblement a causa de la presència d'una forta flota genovesa– i vents adversos. Va arribar només vuit dies després que caigués la ciutat. Els subministraments es van descarregar en altres ciutats costaneres encara en mans fatimites, i la flota va retornar a Egipte el mateix estiu. El 1110, els croats van atacar Beirut. Dinou vaixells fatimites van poder arribar-hi i derrotar i capturar algunes de les naus cristianes que la bloquejaven, però l'arribada d'una flota genovesa els va estancar dins del port. Les tripulacions van haver de lluitar amb habitats als baluards fins que va caure la ciutat. La mateixa tardor, els croats van assetjar Sidó amb la col·laboració d'una flota noruega de 55–60 vaixells que havia arribat feia poc. La presència d'aquesta forta flota, les pèrdues de Beirut i els riscs de navegar durant l'hivern van portar l'armada fatimita, tot i estar ancorada prop de Tir, a no intentar defensar la ciutat assetjada, que acabaria caient el 4 de desembre. En no poder proporcionar escortes navals, molts vaixells mercants musulmans van ser capturats per vaixells de guerra cristians a la costa egípcia a Tanis i Damiata el mateix estiu.
La flota fatimita tornava a estar activa el 1113, quan va portar provisions i gra a Tir per a la guarnició i la població. Va arribar a mitjan juliol, i va retornar a Egipte el setembre. El 1115, mentre el rei Balduí I de Jerusalem lluitava al nord de síria, els fatimites van llançar altre cop un intent fallit de capturar Jaffa, mobilitzant 70 naus. L'armada estava mobilitzada el 1118 donant suport a l'exèrcit de terra, però estava inactiu. Tot i que la flota va navegar a Tir i Ascaló, però no es té constància de cap enfrontament. A principi de 1123, els fatimites van atacar Jaffa en una operació on es demostra la ineficàcia dels exèrcits fatimites de l'època. Hi havia un exèrcit nombrós ben equipat acompanyat d'una flota de 80 vaixells, que carregava equipament per setges i tropes. Alhora, un altre esquadró atacava naus cristianes. Jaffa va ser assetjada durant cinc dies, però va arribar l'armada croada i es va haver d'abandonar el setge. L'exèrcit de terra fatimita va ser posteriorment derrotat en la batalla de Yibneh, el que va permetre a l'armada fatimita tornar fins a Ascaló. Aproximadament al mateix moment, a la fi de maig, una flota veneciana de dos cents vaixells va arribar a la Terra Promesa, i va perseguir la flota fatimita. Desprevinguts, els fatimites van tenir nombroses pèrdues, i molts vaixells van ser capturats. Els cronistes musulmans no informen d'aquesta batalla, i se centren en la repulsió de l'atac romà d'Orient-venecià a Alexandria, amb el retorn d'una flota d'una incursió en què s'havien capturat tres naus. Els venecians van continuar ajudant els croats a assetjar Tir, que va caure després de cinc mesos el juliol de 1124. Els fatimites no van poder enviar cap mena d'ajuda a la ciutat. El 1125, es va enviar una flota gran de 22–24 vaixells de guerra i 53 altres naus a les costes de Llevant i Xipre. No només no es va poder atacar cap objectiu significatiu, sinó que es va perdre bona part de les tripulacions quan van atracar per buscar aigua.
Després d'aquests fracassos, els fatimites es van abstenir de seguir amb qualsevol acció contra el Regne de Jerusalem croat, i no se sap res més de l'armada fatimita fins al 1151-1152. Aquell any, com a venjança pel saqueig croat de Farama, el visir Ibn al-Salar va equipar una flota –aparentment amb un cost de 300.00 dinars– per atacar vaixells cristians de Jaffa a Trípoli. L'atac va reeixir, i es van capturar diversos vaixells romans d'Orient i croats. El 1153, els croats van assetjar Ascaló. Es va utilitzar la marina fatimita per transportar provisions i reforços a la ciutat assetjada, però no va ser possible a causa de la seva caiguda el 22 d'agost. Tot i la pèrdua d'aquesta important base, l'armada fatimita va seguir activa a la costa del Llevant durant els següents anys: es va atacar reeixidament el port de Tir el 1155-1156, i l'any següent, la flota egípcia va aparèixer a Acre i Beirut. Es van preparar noves expedicions d'atac el 1157, quan la flota retornava a Egipte amb 700 presoners; i el 11588, quan un esquadró de cinc galeres va atacar vaixells cristians, l'esquadró d'Alexandria també va començar atacs. Quan els croats sota Amalric van capturar Bilbays, es menciona que una flota de vint galeres i deu harraqat (naus equipades amb foc grec) operava al riu Nil. Quan el visir Xàwar va incendiar Fustat el novembre de 1168, l'arsenal i bona part de la flota que havia sobreviscut van ser destruïts, tot i que alguns vaixells i instal·lacions navals podrien haver sobreviscut a Alexandria and Damiata, per formar la base del renaixement de la flota egípcia sota Saladí.

## Estratègia naval, logística i tàctiques
Les operacions navals antigues i medievals estaven condicionades per les limitacions de les flotes de les galeres. Aquests vaixells no eren fàcils de navegar en aigües braves, i podien quedar inundades per onades, fet catastròfic en mar obert; hi ha molts casos on flotes de galeres es van enfonsar a causa de mal temps (per exemple, les pèrdues romanes durant la Primera Guerra Púnica). Així doncs, la temporada de navegació quedava limitada a mitjan primavera fins al setembre. La velocitat de creuer d'una galera, fins i tot quan es feien servir veles, era limitada, com també ho eren les quantitats de béns que podia carregar. L'aigua era especialment important: amb uns nivells de consumpció de vuit litres al dia per cada remer, la seva disponibilitat era un factor decisiu a les costes del Mediterrani oriental. S'aproxima que dromons més petits podien transportar prou aigua per quatre dies. A nivell efectiu, això implicava que les flotes de galeres estaven confinades a rutes costaneres, i havien de retornar sovint a terra ferma per tornar a carregar provisions. És per aquesta raó que les flotes amb base a Egipte no podien interceptar vaixells croats entre Xipre i Palestina.
Les guerres navals medievals al Mediterrani eren principalment costaneres i de naturalesa amfíbia, i es duien a terme per capturar illes o territori costaner, i no per tenir un « control naval» com s'entén avui dia. Després de l'abandonament de l'ariet, l'única eina que veritablement podia destruir vaixells abans de l'arribada de la pólvora i els cascs explosius, el combat naval es va passar a ser més previsible i equilibrat, on difícilment cap potència podia tenir prou avantatge com per tenir un èxit assegurat Així, els manuals romans d'Orient i àrabs emfasitzen en tàctiques cauteloses, i es dona prioritat a la preservació de la pròpia flota i l'adquisició d'informació, sovint a través d'espies que actuen com a mercants. També es destacava la importància de la sorpresa tàctica i en evitar ser agafat desprevingut per l'enemic. Idealment, només s'havia de lluitar quan la superioritat en nombre o en disposició tàctica ho permetien. Es recalcava el manteniment d'una formació ben ordenada. Un cop les flotes eren prou a prop, començava un intercanvi de míssils, des de projectils combustibles fins a fletxes i javelines. L'objectiu no era enfonsar els vaixells, sinó afeblir les tripulacions enemigues abans d'abordar-los.

## Vaixells i armament
El mètode de construcció dels vaixells musulmans primerencs és poc clar, ja que no sobreviu cap representació pictòrica d'abans del segle xiv. Com que els musulmans confiaven la construcció de vaixells a les habilitats i tècniques dels pobles marítims que conquerien, tanmateix, generalment s'assumeix que els seus vaixells eren similars als romans d'Orient. Així, el dromó romà d'Orient era l'origen de l' adrumūnun àrab, mentre que el shalandī era equivalent del chelandion romà d'Orient. L'única diferència sembla que els vaixells de guerra musulmans eren, segons alguns manuals romans d'Orient, més grans i lents que els romans d'Orient, potser indicant diferències en la construcció o el resultat de fer servir diversos tipus de fusta. Com amb els romans d'Orient, aquests termes sovint s'intercanviaven, juntament amb els termes genèrics shīnī (‘galera’) i markab ḥarbi o asātīl (‘vaixell de guerra’). Interpretacions alternatives consideren el shīnī –que apareix com a terme relativament tard i s'associa especialment a les costes del Llevant i del nord d'Àfrica– un tipus de nau diferent i més gran que el shalandī comú. L'oficial aiúbida i escriptor Ibn Mammati descriu que tenia 140 rems, i tenia un únic mas amb dues o tres veles llatines. A diferència dels vaixells de guerra de l'antiguitat, els vaixells àrabs i romans d'Orient medievals no tenien ariets, i els mitjans de combat principals entre vaixells eren abordatges i foc míssil, així com materials inflamables com el foc grec.